# Jogos Paralímpicos de Inverno de 2026
Os Jogos Paralímpicos de Inverno de 2026 (em italiano: XIV Giochi Paralimpici Invernali), chamados oficialmente de XIV Jogos Paralímpicos de Inverno de 2026, terão como sedes principais as cidades italianas Milão e Cortina d'Ampezzo. O evento ocorrerá de 6 a 15 de março de 2026.
Será a terceira vez que os Jogos Paralímpicos serão realizados em solo italiano. A primeira edição, ocorrida no verão de 1960, aconteceu na capital do País, Roma, enquanto a segunda, edição de jogos de inverno de 2006, aconteceu em Turim. Milão foi escolhida como sede na 134.ª Sessão do Conselho de Estado, no mesmo ano da inauguração de sua nova sede em Lausanne, Suíça.

## Processo de Candidatura
O processo de candidatura para os Jogos Paralímpicos de Inverno de 2026 foi aberto pelo Comitê Olímpico Internacional em Setembro de 2017, com a data limite de 14 de Novembro de 2013. O quadro executivo da entidade recebeu todas as propostas em 13 de setembro de 2018, e foram escolhidas as candidaturas de Calgary (Canadá), Estocolmo-Åre (Suécia) e Milão-Cortina d'Ampezzo (Itália). Em outubro de 2018, Calgary se retirou após a realização de um plebiscito no qual a maioria da população local rejeitou a proposta. Somente as candidaturas italiana e sueca permaneceram no processo.

### Resultados da votação
A candidatura conjunta das cidades italianas de Milão e Cortina d'Ampezzo foi declarada a vencedora no dia 24 de junho de 2019, após derrotar outra candidatura conjunta das cidades suecas de Estocolmo e Åre por 13 votos na 134ª sessão do COI na recém-inaugurada sede da entidade em Lausane, Suíça. A sessão para a definição da cidade sede seria inicialmente realizada em Milão, em setembro de 2019, no entanto, a reunião precisou ser antecipada, pois as regras da entidade proíbem que uma sessão para definição de sede olímpica seja realizada em um país candidato.
| Milão-Cortina | Itália | 47 |
| Estocolmo-Åre | Suécia | 34 |

## Locais de Competição
O Comitê de Candidatura de Milão-Cortina 2026 propôs em seu livro de candidatura a divisão de 3 clusters de competição: um dentro da cidade de Milão, que sediará as cerimônias de abertura, encerramento e parahóquei no gelo. A cerimônia de abertura será realizada na Arena de Verona e o encerramento na Praça do Domo de Milão, que também servirá como praça das medalhas e livre site. O parahóquei no gelo será disputado no Stadio del Ghiaccio Agorà, já as provas de esqui cross-country e biatlo serão realizadas no município de Valdidentro. O esqui alpino paralímpico, o snowboard paralímpico e o curling em cadeira de rodas serão realizados em Cortina d'Ampezzo.

### Cluster deVerona
- Arena de Verona – cerimônia de abertura

### Cluster deMilão
- Stadio del Ghiaccio Agorà – parahóquei no gelo
- Piazza del Duomo – cerimônia de encerramento e praça das medalhas

### Cluster deVal di Fiemme
- Estádio de Cross Country do Lago di Tesero, Tesero – biatlo e esqui cross-country

### Cluster deCortina d'Ampezzo
- Pista Olimpia delle Tofane, Cortina d'Ampezzo – esqui alpino paralímpico e snowboarding paralímpico
- Estádio Olímpico de Cortina d'Ampezzo, – curling em cadeira de rodas

## Esportes
Em 16 de dezembro de 2020, o Comitê Paralímpico Internacional anunciou que todos os membros de seu quadro executivo aprovaram a manutenção do programa paralímpico de inverno que é disputado desde Sóchi 2014 com os mesmos seis esportes (biatlo, curling em cadeira de rodas, esqui alpino, esqui, cross-country, hóquei sobre o trenó e snowboard), além de anunciar a possibilidade de adição de mais um esporte ( bobsleigh) no ano seguinte. Nesse mesmo anúncio, o IPC também divulgou que 17 eventos femininos que não foram realizados nos Jogos Paralímpicos de Inverno entre 2014 e 2022 estariam alocados de forma provisória no programa. Dessa forma, apenas um evento está confirmado: o torneio de duplas no curling em cadeira de rodas (Ao contrário de nos Jogos Olímpicos de Inverno, o esporte é disputado de forma mista nos Jogos Paralímpicos).
- Biatlo  (12)
- Curling em cadeira de rodas  (1)
- Esqui alpino  (30)
- Esqui cross-country  (20)
- Hóquei sobre trenó  (1)
- Snowboard  (14)

## Calendário
Foi divulgado em 9 de dezembro de 2024. Os jogos seguem o fuso horário local (UTC+1).
| ● | Cerimônia de Abertura | ● | Competições | ● | Finais | ● | Cerimônia de Encerramento |

| Маrço                       | Маrço                       | 4 | 5 | 6 | 7  | 8  | 9 | 10 | 11 | 12 | 13 | 14 | 15 | Меdalhas |
| --------------------------- | --------------------------- | - | - | - | -- | -- | - | -- | -- | -- | -- | -- | -- | -------- |
| Cerimônias                  | Cerimônias                  |   |   | ● |    |    |   |    |    |    |    |    | ●  | —        |
| Biatlo                      | Biatlo                      |   |   |   | 6  |    |   | 6  |    |    | 3  |    |    | 18       |
| Curling em cadeira de rodas | Curling em cadeira de rodas |   |   |   |    |    |   |    | 1  |    |    | 1  |    | 2        |
| Esqui alpino                | Esqui alpino                |   |   |   | 6  |    | 6 | 6  |    | 3  | 3  | 3  | 3  | 30       |
| Esqui cross-country         | Esqui cross-country         |   |   |   |    | 6  |   |    | 6  |    |    | 6  | 2  | 20       |
| Hóquei sobre trenó          | Hóquei sobre trenó          |   |   |   |    |    |   |    |    |    |    |    | 1  | 1        |
| Snowboard                   | Snowboard                   |   |   |   |    | 4  |   |    |    |    |    | 4  |    | 8        |
| Меdalhas                    | Меdalhas                    |   |   |   | 12 | 10 | 6 | 12 | 7  | 3  | 9  | 14 | 6  | 79       |
| Маrço                       | Маrço                       | 4 | 5 | 6 | 7  | 8  | 9 | 10 | 11 | 12 | 13 | 14 | 15 |          |

## Participantes
- Atualizado até 20h28min, terça-feira, 12 de agosto de 2025 (UTC)

| Comitês Paralímpicos Nacionais Participantes |
| --- |
| - GER Alemanha (23) - ARG Argentina (1) - AUS Austrália (6) - AUT Áustria (17) - BRA Brasil (7) - CAN Canadá (24) - KAZ Cazaquistão (3) - CHI Chile (4) - CHN China (28) - KOR Coreia do Sul (20) - CRO Croácia (4) - CZE Chéquia (15) - DEN Dinamarca (1) - SVK Eslováquia (12) - SLO Eslovênia (2) - EST Estônia (2) - ESP Espanha (6) - USA Estados Unidos (30) - FIN Finlândia (4) - FRA França (16) - GBR Grã-Bretanha (10) - GRE Grécia (2) - ITA Itália (96) (sede) - JPN Japão (17) - LAT Letônia (2) - LIE Liechtenstein (2) - MEX México (1) - NZL Nova Zelândia (2) - NOR Noruega (21) - NED Países Baixos (5) - POL Polônia (6) - SWE Suécia (16) - SUI Suíça (7) - UKR Ucrânia (9) |

## Marketing e Marca

### Logotipo
No dia 6 de março de 2021, o Comité Organizador e o Comité Olímpico Internacional lançaram no site oficial dos jogos uma enquete para definir o logotipo oficial dos Jogos Olímpicos de Inverno de 2026 durante o Festival de Música de Sanremo de 2021, fato inédito na história das olimpíadas já que desde então, a escolha do logotipo dos Jogos Olímpicos acontece em um processo restrito, sendo revelado ao público mais tarde. Os logos em disputa eram: o Logo Dado, com o número 26 na cores vermelho e verde em formato quadrado, lembrando o famoso objeto com um floco de neve ao topo e o Logo Futura, com o número 26 na cor cinza feito à mão. Em 30 de março de 2021, é revelado que o Futura foi o vencedor da votação com 74% dos votos com a participação de 871 mil pessoas de 186 países. O seu significado tem como objetivo evocar um senso de integração e consciência de que qualquer ação isolada tem o poder de contribuir para um mundo mais sustentável e justo para todos.
“Os menores e mais naturais gestos podem mudar o mundo”, diz o vídeo. “No esporte e na vida, grandes vitórias são conquistadas dia a dia, gesto a gesto."
"Os Jogos Olímpicos e Paraolímpicos são uma oportunidade única de deixar uma marca duradoura e bela. Milano Cortina 2026: o futuro é uma vitória para todos Este emblema é composto pelo número 26 em um único traço, com Milano Cortina 2026 explicando: "Pense no gesto de uma criança. Um gesto simples e espontâneo que ganha vida em um vidro embaçado, revelando o que está por baixo e traçando o número 26 na superfície."
“Começa um percurso feito de gestos: o letreiro torna-se uma janela que revela imagens coloridas do desporto e do quotidiano. Numa comparação contínua entre o desporto e o quotidiano, uma história de imagens acompanha-nos num percurso dualista que nos permite compreender plenamente o significado do logótipo." "Este emblema é composto pelo número 26 em um único traço, com Milano Cortina 2026 explicando: "Pense no gesto de uma criança. Um gesto simples e espontâneo que ganha vida em um vidro embaçado, revelando o que está por baixo e traçando o número 26 na superfície."

### Mascote
Em 7 de fevereiro de 2024, durante o Festival de Música de Sanremo, foram apresentados para o público os mascotes Tina e Milo, que são dois furões irmãos que se distinguem pelos casacos de cores diferentes. Os animais foram escolhidos em uma votação pública com 1.600 participações. Milo é a mascote dos Jogos Paralímpicos de Inverno e se apresenta como brincalhão, que adora pular na neve e, nas horas vagas, inventa instrumentos musicais. Nada pode conter seu caráter resiliente, capaz de enfrentar e superar adversidades. Apesar de ter nascido sem pata, aprendeu a andar usando o rabo. A frase que o representa é: “Obstáculos são trampolins”.. Seu nome é o diminutivo de 'Milão'.